# Gualupita
Gualupita är en ort i Mexiko.   Den ligger i kommunen Tenancingo och delstaten Mexiko, i den sydöstra delen av landet, 70 km sydväst om huvudstaden Mexico City. Gualupita ligger 2 046 meter över havet och antalet invånare är 274.
Terrängen runt Gualupita är lite bergig. Runt Gualupita är det tätbefolkat, med 550 invånare per kvadratkilometer. Närmaste större samhälle är Tenango de Arista, 15,3 km norr om Gualupita. Omgivningarna runt Gualupita är en mosaik av jordbruksmark och naturlig växtlighet.